# Вурхис, Кларк
Кларк Вурхис (Вурхиз) (англ. Clark Greenwood Voorhees; 1871—1933) — американский художник-импрессионист; тоналист, один из основателей художественной колонии Олд Лайм.

## Биография
Родился 29 мая 1871 года в Нью-Йорке в семье биржевого маклера.
Изначально Кларк тяготел к наукам, получив учёную степень в области химии Йельского и Колумбийского университетов. В 1894 году Вурхис начал серьезно заниматься живописью, которая была для него хобби, и поступил в Лигу студентов-художников Нью-Йорка. На следующий год он поступил в Metropolitan School of Fine Art. Также работал и учился вместе с Ирвингом Уайлзом в Лонг-Айленде и с Леонардом Охтманом в Коннектикуте. В 1897 году Вурхиc отправился в путешествие по Европе, обучался у Бенжамена-Констана и Жана-Поля Лорана в парижской Академии Жулиана. Проводил время в местечке французских художников — Барбизоне, также побывал в Нидерландах.
После возвращения в США, в 1893 году художник впервые побывал в Олд-Лайме, Коннектикут, в 1893 году. Снова приехал сюда вместе с матерью и сестрой В 1896 году, которые после его отъезда остались вместе с Флоренс Грисуолд в её доме. Среди работ Вурхиса много посвящено окружающим видам Олд Лайма. В 1919 году, проводив зиму на Бермудских островах, написал ряд картин. Вместе с женой путешествовал по Америке, побывал в Ньюпорте, Род-Айленд и в Западном Массачусетсе.
Кларк Вурхис вместе с другими членами художественной колонии Олд Лайм выставлялся в Национальной академии дизайна, Обществе американских художников, Американском обществе акварелистов, Чикагском институте искусств, Институте Карнеги. В 1904 году он был награждён бронзовой медалью Всемирной выставки в Сент-Луис и в 1905 году получил приз National Academy’s three Hallgarten Prize.
Умер в 1933 году. Его внучка — Джанет Фиш (род. 1938), также стала художницей, специализирующейся на натюрмортах.

## Труды
Работы Кларка Вурхиса находятся во многих музеях США, включая Музей изящных искусств в Хьюстоне), Художественную галерею Йельского университета, Музей Флоренс Грисуолд.

Некоторые работы
Landscape with Beach and Ocean
The Artist’s Home, Old Lyme
Winter Moonrise